# Madis Mihkels
Madis Mihkels (* 31. Mai 2003 in Tartu) ist ein estnischer Radrennfahrer.

## Sportlicher Werdegang
Als Junior wurde Mikhels 2019 und 2020 Estnischer Meister im Cyclocross. Auf der Straße wurde er 2020 jeweils Vizemeister im Straßenrennen und im Einzelzeitfahren, 2021 gewann er beide Titel. Zusätzlich entschied er im Rahmen des UCI Men Juniors Nations’ Cup zwei Etappen des One Belt One Road Nation's Cup Hungary für sich. Bei den Weltmeisterschaften 2021 in Flandern gewann er die Bronzemedaille im Straßenrennen. Im Dezember 2021 wurde bekannt, dass Mihkels bereits zur Saison 2023 einen Vertrag beim UCI WorldTeam Intermarché-Wanty-Gobert Matériaux erhält.
In der Saison 2022 startete Mihkels noch in der U23 für das estnische Team Ampler-Tartu2024 und wurde zum Saisonende als Stagiaire bei Intermarché-Wanty-Gobert Matériaux eingesetzt. Bei der Tour of Estonia 2022 erzielte er mit dem Gewinn der ersten Etappe seinen ersten Erfolg auf der UCI Europe Tour.
Bei Paris–Roubaix 2023 saß Mihkels in einer Ausreißergruppe, als diese auf dem Pavé d’Haveluy à Wallers von den Favoriten überholt wurde; als einziger der Ausreißer konnte er deren Tempo mitgehen. Kurz danach beendete eine Panne auf der Trouée d’Arenberg seine Chancen. Mit dem Gewinn der dritten Etappe der Deutschland-Tour folgte der erste Sieg bei einem Rennen der UCI ProSeries. Ende 2023 zog ihn sein Team wegen eines als rassistisch empfundenen Social-Media-Postings von der Tour of Guangxi zurück. Die UCI belegte ihn und Gerben Thijssen mit einer Geldstrafe und verpflichtete sie zu einer Schulung.
2024 bestätigte Mihkels bei Paris–Roubaix seine Leistung aus dem Vorjahr und wurde Zehnter. Mit dem Giro d’Italia 2024 bestritt er seine erste Grand Tour und belegte den 112. Gesamtrang. Bei den Olympischen Sommerspielen 2024 in Parisstartete er im Straßenrennen und belegte den 30. Platz. Am 7. November wurde bekannt, dass er zur Saison 2025 zu EF Education-EasyPost wechselt.

## Erfolge

### Straße
2021
- Estnischer Meister – Straßenrennen und Einzelzeitfahren (Junioren)
- zwei Etappen One Belt One Road Nation's Cup Hungary
- Weltmeisterschaften – Straßenrennen (Junioren)

2022
- eine Etappe und Nachwuchswertung Tour of Estonia

2023
- eine Etappe Deutschland Tour

2024
- Straßenradsport-Europameisterschaften

2025
- Estnischer Meister – Straßenrennen

### Cyclocross
2019/2020
- Estnischer Meister (Junioren)

2020/2021
- Estnischer Meister (Junioren)

2022/2023
- Estnischer Meister

2024/2025
- Estnischer Meister

## Grand Tour-Platzierungen
| Grand Tour            | 2024 |
| --------------------- | ---- |
| Giro d’ItaliaGiro     | 112  |
| Tour de FranceTour    | –    |
| Vuelta a EspañaVuelta | –    |